# بوريس باسترناك
بوريس ليونيدوفيتش باسترناك (10 فبراير [29 يناير بالنظام القديم] 1890 - 30 مايو 1960م)، كاتب وشاعر روسي. عرف في الغرب بروايته المؤثرة عن الاتحاد السوفيتي الدكتور جيفاغو، لكن يشتهر في بلاده كشاعر مرموق. مجموعته حياتي الشقيقة تعد من أهم المجموعات الشعرية التي كتبت بالروسية في كل القرن العشرين[وفقًا لِمَن؟].

## النشأة
ولد في موسكو لأب كان يهودياً وتحول إلى الكنيسة الأرثوذكسية، وهو رسام متميز وأستاذ في معهد الفنون، والدته هي روزا كوفمان التي كانت عازفة بيانو مشهورة. نشأ بوريس في جو عالمي منفتح على مختلف الثقافات، وكان من زوار والده الدائميين سيرجي رحمانينوف، ريلكه، وليو تولستوي. تحول والده إلى المسيحية أثر كثيرا على بوريس، والكثير من أشعاره تعكس مواضيعاً مسيحية بوضوح.
بدافع من الجو المحيط به، دخل بوريس كونسرفتوار موسكو عام 1910 م، لكنه سرعان ما ترك الكونسرفتوار ليدرس الفلسفة في جامعة ماربورغ. رغم نجاحه الدراسي إلا أنه رفض أن يعمل في مجال تدريس الفلسفة وترك الجامعة عام 1914 م، وهي نفس السنة التي أصدر فيها ديوانه الأول.
قصائد باسترناك الأولى أخفت ولعه بأفكار كانت، وأظهر نسيجها المتميز قدرته على استخدام نوع من التباين في المعاني لكلمات متجاورة ومتشابهة في البناء اللغوي.(و هو نوع معرف في الشعر الروسي ويشبه السجع عند العرب ولكن التشابه يكون في بداية الكلمات)، استخدم باسترناك كذلك لغة يومية، وتقارب كبير من شاعره المفضل ميخائيل ليرمنتوف.

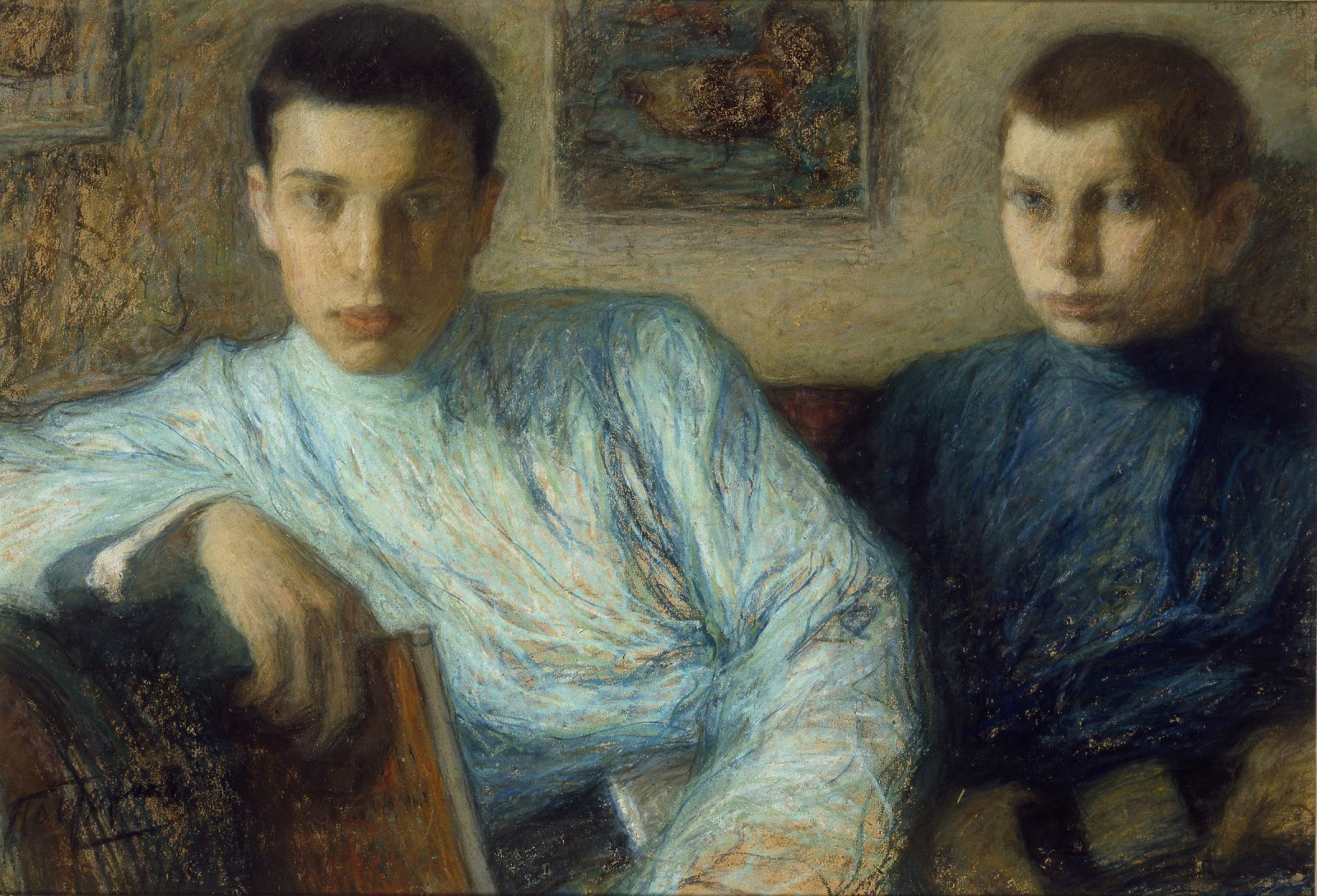
بوريس (يسار) مع شقيقه أليكس ؛ اللوحة من قبل والدهم ليونيد باسترناك

خلال الحرب العالمية الأولى، عمل باسترناك ودرس في مختبر للكيميائيات في الأورال، وهي التجربة التي ستقدم له مادة أولية خصبة سيستخدمها لاحقا في (دكتور زيفاگو). على العكس من الكثيرين من أبناء طبقته وأصدقائه وأقاربه الذين تركوا روسيا بعد الثورة البلشفية، فإنه بقي في بلاده وقد أبهرته شعاراتها وهزّه حلم التغيير عبر الثورة.

## الولادة الثانية
في عام 1932 باسترناك غير من أسلوبه بشكل جذري ليتوافق مع المفاهيم السوفيتية الجديدة. فقد مجموعته الجديدة«الولادة الثانية»1932، التي رغم أن جزءها القوقازي كان مبتكرا من الناحية الأدبية، إلا أن محبي باسترناك في الخارج أُصيبوا بخيبة أمل. ذهب باسترناك إلى أبعد من هذا في التبسيط والمباشرة في الوطنية في مجموعته التالية «قطارات مبكرة» 1943، الأمر الذي دفع فلاديمير نابوكوف إلى وصفه بال«بولشفي المتباكي»، و«اميلي ديكنسون في ثياب رجل».
خلال ذروة حملات التطهير الكبير في أواخر الثلاثينات، شعر باسترناك بالخذلان والخيبة من الشعارات الشيوعية وامتنع عن نشر شعره وتوجه إلى ترجمة الشعر العالمي إلى الروسية: ترجم لشكسبير (هاملت، ماكبث، الملك لير) وغوته (فاوست) وريلكه، بالإضافة إلى مجموعة من الشعراء الجورجيين الذين كان يحبهم ستالين.
ترجمات باسترناك لشكسبير صارت رائجةً جداً رغم أنه اتهم دوماً لأنه كان يحول شكسبير إلى نسخة من باسترناك. عبقرية باسترناك اللغوية أنقذته من الاعتقال أثناء حملات التطهير، حيث مررت قائمة أسماء الذين صدرت أوامر باعتقالهم أمام ستالين، فحذفه قائلاً: لا تلمسوا ساكن الغيوم هذا.

## دكتور زيفاگو
قبيل عدة سنوات من الحرب العالمية الثانية، استقر باسترناك وزوجته في قرية صغيرة ضمت مجموعة من الكتاب والمثقفين. حب باسترناك للحياة منح شعره نفسا متفائلا وعكس ذلك في تجسيده للشخصية الأساسية في رواية (الدكتور جيفاغو)، أما بطلة الرواية لارا فقد قيل أنها تمثل عشيقته أولغا إيفنسكايا. بسبب من الانتقاد الشديد الموجه للنظام الشيوعي، لم يجد باسترناك ناشرا يرضى بنشر الرواية في الاتحاد السوفيتي، لذلك فقد هربت عبر الحدود إلى إيطاليا، ونشرت في عام 1957، مسببةً أصداء واسعة: سلبا في الاتحاد السوفيتي، وإيجاباً في الغرب. رغم أن أحداً من النقاد السوفيت لم يكن قد اطلع على الرواية إلا أنهم هاجموها بعنف، بل وطالبوا بطرد باسترناك.
في العام التالي 1958 منح باسترناك جائزة نوبل للآداب، لكن باسترناك رفضها. توفي بوريس في 30 مايو 1960 ولم يحضر جنازته سوى بعض المعجبين المخلصين. لم تنشر «دكتور زيفاگو» في الاتحاد السوفيتي إلا في عام 1987 مع بداية البيريسترويكا والغلاسنوست.
حولت رواية دكتور زيفاگو إلى فيلم سينمائي ملحمي دكتور جيفاغو (فيلم) عام 1965 م، من إخراج ديفيد لين، بطولة عمر الشريف وجولي كريستي، وقام موريس جار بتأليف موسيقاه التصويرية. حصد الفلم خمسة جوائز أوسكار، ويعد ثامن أنجح فلم على مستوى شباك التذاكر العالمي، متجاوزاً فيلم تايتانيك عندما تحذف معدلات التضخم وتعدل بشكل نسبي.

## روابط خارجية
- بوريس باسترناك على موقع IMDb (الإنجليزية)
- بوريس باسترناك على موقع الموسوعة البريطانية (الإنجليزية)
- بوريس باسترناك على موقع مونزينجر (الألمانية)
- بوريس باسترناك على موقع ميوزك برينز (الإنجليزية)
- بوريس باسترناك على موقع قاعدة بيانات برودواي على الإنترنت (الإنجليزية)
- بوريس باسترناك على موقع إن إن دي بي (الإنجليزية)
- بوريس باسترناك على موقع ديسكوغز (الإنجليزية)
- بوريس باسترناك على موقع قاعدة بيانات الفيلم (الإنجليزية)